# 協栄ボクシングジム
協栄ボクシングジム（きょうえいボクシングジム）は、東京都新宿区新宿にあるプロボクシングのジムである。株式会社協栄ジャパンホールディングスが経営している。

## 沿革
フライ級・バンタム級のプロボクサーとして活動した金平正紀が1959年（昭和34年）の4月に「金平ボクシングジム」として東京都杉並区に設立、その後草加市の谷塚駅近くや渋谷区の代々木駅近くを経て、1991年に大久保に4階建ての自社ビルを建設。その後売却を決め、2012年5月24日に現在地への移転を終えた。
帝拳、角海老宝石、ヨネクラ、三迫、新日本木村等と並ぶ、大手ジムや有力ジムの内の一つ。系譜としては「大日本拳闘会（神戸：嘉納健治） - 野口ジム（目黒：野口進）」の流れである。のちに協栄物産と提携して1966年3月「協栄ボクシングジム」と名称変更した。過去にスポンサーの関係で『海外タイムス・ジム』『ベル協栄ボクシングジム』『ワールドスポーツ・クラブジム』の名称を使用していた時期がある。なお、これらスポンサーのうち『海外タイムス』は悪徳商法で社会問題となった豊田商事の関連企業。
初代会長は中目黒の鉄工所の社長であった竹内信雄。2代目はそれまで育成に専念していた金平正紀。3代目は前会長の長男金平桂一郎。なお、正紀会長が追放（後述#毒入りオレンジ事件参照）されている間は高橋勝郎が代理を務めていた。日本ボクシング連盟（JABF）にも加盟している。
2015年5月21日、元所属選手で元WBA世界フライ級王者でもある、現在稲城市議会議員の坂田健史が代表に就任し、金平桂一郎は会長にとどまるもののプロモートに専念し第一線から退くことが発表された。
2019年12月7日、金平桂一郎会長が経営者とのトラブルを理由に、9日に日本プロボクシング協会、日本ボクシングコミッション（JBC）に休会手続きを申請することを明かした。この発表に対し、協栄ボクシングジムの公式サイトは「当ジムが発表したものではなく、活動休止を予定している事実もない」と否定したが、金平は予告通り9日に東日本プロボクシング協会に休会届を提出して即時受理されたため、プロボクシングジムとしての活動は休止することが決まった。同月22日の全日本新人王決定戦に出場予定の亀田京之介と竹原毅を含む所属選手とスタッフは花形ジムに緊急移籍した。元世界2階級制覇王者亀田和毅とも同年3月26日付で契約解除していたことも判明した。
2020年2月12日、日刊スポーツの取材で「協栄新宿」と名称を変え、会長にトレーナーであった瀬藤幹人を迎えてジムの施設はそのままで、スタッフ、選手も大半が移籍し、これまで通りに運営、活動することがわかった。
2020年2月13日、東日本ボクシング協会の理事会で「協栄新宿ボクシングジム」として新規加盟が承認された。
協栄新宿ジムの瀬藤会長は「14人目を育てたい」と協栄ジムの伝統を引き継ぐジムの復活としているが、協栄ジムの金平会長はあくまで協栄と協栄新宿は別のジムであることを自身のYouTubeチャンネルで主張していた。
2022年8月1日付で協栄新宿ジムは金平の承諾を受けてジム名改称により協栄ボクシングジムを復活させることになった。
2022年12月27日、亀田和毅が大阪市西成区に新設するTMK GYMの会長に金平が就任することが発表された。これに伴い金平家は協栄ボクシングジムの看板を手放すことになった。

## 概要
先代の金平正紀会長はボクシングに対し愛情を持っており、彼の名言に「プロボクシングはビジネスだが、だからと言ってボクシングに愛情を失ってはいけない」「周りに何と言われようと、協栄から生まれたチャンピオン達が、引退後に世界・東洋・日本チャンピオンになれて良かったと思えるようにならなければいけない。そう思うようにしてやるのも私の仕事だし、思われなかったとしたら、それは私の責任だ」というものがある。
色々とスキャンダルに事欠かないジムであるが、正紀会長は協栄出身の世界王者から尊敬されており（具志堅用高とは一時決別したが、後に和解）、正紀会長が最後に育てた世界王者佐藤修は、世界王座を獲得したリング上で「故・金平会長、僕は協栄の9人目の世界王者になりました!」と叫ぶなど、先代会長は死後も選手たちに慕われている。
副業を持つボクサーは世界タイトル獲得後、ボクシングに専念するケースがほとんどだが、所属選手はアルバイトを継続するのが常識であり、具志堅ですら5度目の防衛まで飯田橋のとんかつ屋でアルバイト勤務していた。マネージャー兼トレーナーとしてジムに長年携わってきた大竹重幸（現青木ジムマネージャー兼トレーナー）は「お金どうこうではなく、生活のリズムを保つためにもいい」と勧めており、元世界王者の佐藤洋太も「今までの生活を崩して、歯車が狂うのが怖い。仕事を辞めたら遊んじゃいますよ」と語っている。
1989年、かねてから金平と親交の深かったスポーツ平和党党首で参議院議員になって間もないアントニオ猪木の紹介でソ連のアマチュアボクシングのトップ選手を獲得。翌年グッシー・ナザロフやチャコフ・ユーリとしてプロデビューさせた。1996年にも猪木の仲介で北朝鮮のオリンピック金メダリスト崔鉄洙を獲得。
また、女性を対象とした「シェイプボクシング」にも力を入れており、小池百合子も受講している。シェイプボクシングインストラクターには所属選手の瀬藤幹人も加わっている。2007年には女子プロボクシング本格的解禁を見据えてロシアの女子選手を招聘し、国内女子選手とのエキシビションを行う。このエキシビションに参加した藤本りえは後に協栄に移籍した。正紀会長の時代にも高築正子にアメリカでの試合出場を斡旋し、日本人女子プロボクサー第1号としてデビューさせた。
さらに、1997年ごろシュートボクシング全日本カーディナル級初代王者大村勝巳を専属コーチに迎え、「K-1キョウエイジム」の看板を掲げてナゴヤドームでのK-1 JAPAN GPに参戦、また同じ時期のIBF日本の復活第1弾の興行に金平会長が来場、網膜剥離からの再起を期す飯泉健二にトレーニングの場を与えた。2007年には関連会社の協栄ワールドが当時のK-1興行会社であるFEGと業務提携を結んだ。
旧協栄時代にはTBSとのタイアップで「ガッツファイティング」を、テレビ東京とのタイアップで「ヒートアップボクシング」を、末期はAbemaTVとのタイアップで「東京ファイトクラブ」を主催していた。稀にではあるが野口の分派である三迫と提携してフジテレビ「ダイヤモンドグローブ」で放送される場合もあった。

## 系列ジム
- 協栄札幌赤坂ボクシングジム
- グローバル協栄ボクシングジム（※会長のマック金平（協栄ジム先代会長の甥）の本家への背信行為を理由に協栄グループから事実上破門され、現在協栄ジム本体とは無関係になっている）
- 協栄カヌマボクシングジム（現・石戸ジム）
- 古口・協栄ボクシングジム
- 協栄山神ボクシングジム - 湘南山神ボクシングジムと名を変え現存
- 博多協栄ボクシングジム

## 選手
日本のジムで帝拳に次いで2番目に多い計13人の世界王者を生み出している。

### ジム出身世界王者
- 海老原博幸（WBA・WBCフライ級）
- 西城正三（WBAフェザー級第18代）
- 具志堅用高（WBAライトフライ級第3代）
- 上原康恒（WBAスーパーフェザー級第20代）
- 渡嘉敷勝男（WBAライトフライ級第6代）
- 鬼塚勝也（WBAスーパーフライ級第5代）
- 勇利アルバチャコフ（WBCフライ級第28代）
- オルズベック・ナザロフ（WBAライト級第34代）
- 佐藤修（WBAスーパーバンタム級第25代）
- 亀田興毅[注釈 2]（WBAライトフライ級第22代）
- 坂田健史（WBAフライ級第36代）
- 佐藤洋太（WBCスーパーフライ級第23代）
- 亀田和毅[注釈 3]（WBCスーパーバンタム級暫定）

### 主な現所属選手
- 竹原毅（2019年度東日本スーパーバンタム級新人王）
- 永田丈晶（元日本フライ級王者）
- 川口高良（2022年度全日本ライト級新人王）
- 谷口彪賀（第5代日本スーパーフェザー級ユース王者）

### 旧協栄（金平）ジムに所属した選手
休会当時在籍していた選手
- 三瓶数馬（2013年全日本スーパーフェザー級新人王、初代日本スーパーフェザー級ユース王者、花形→協栄新宿→角海老宝石へ移籍）
- 橘ジョージ（2018年全日本ライト級新人王、花形→協栄新宿（協栄）→三迫へ移籍）
- 亀田京之介（亀田三兄弟の従兄弟、2019年東日本フェザー級新人王、花形→ハラダ→TMKへ移籍）
- 酒井孝之（ライト級東洋太平洋ランカー、2017年6月コパン星野より移籍、花形へ移籍）
- 竹原毅

過去の主な選手
- 城アキラ（後のミュージシャンジョー山中）
- 喜友名朝博（元日本ライトフライ級王者。ライトフライ級で世界挑戦1度）
- フリッパー上原（元日本フェザー級王者。フェザー級で世界挑戦2度。上原康恒の実弟）
- 有澤茂則（ライト級、4回戦最短KOタイム（1R13秒）及び連続1RKO（5試合）元日本記録保持者。後の草加有沢ジム会長。カズ・コウジ有沢の父）
- シゲ福山（フェザー級で世界挑戦1度）
- 杉谷満（元フェザー級王者。フェザー級で世界挑戦1度。元プロ野球選手杉谷拳士の父）
- 杉谷実（元日本スーパーライト級王者。杉谷満の実兄）
- 亀田昭雄（元日本ウェルター級、スーパーライト級王者。スーパーライト級で世界挑戦1度、他にJBC未公認のIBFにも1度挑戦）
- 田島吉秋（元日本ミドル級王者、元OPBF東洋太平洋ミドル級王者。スーパーミドル級で世界挑戦1度）
- 丸尾忠（元日本スーパーフライ級王者）
- 安里義光（元日本スーパーフェザー級王者）
- 中野吉郎（元日本ウェルター級王者）
- 渡久地隆人（ピューマ渡久地。元日本フライ級王者、元スーパーフライ級世界ランカー）
- 若林敏郎（後の協栄スポーツクラブ十日市場創業者）
- スラフ・ヤノフスキー（元日本スーパーライト級王者）
- 東京三太（ミゲル・アンヘル・ゴンザレス）
- ヘルマン・トーレス
- 藤本りえ（ジム初の日本人女子選手、初代OPBF女子東洋太平洋スーパーフライ級王者、現：オートレーサー）
- 大迫亮（高校6冠。2007年5月、熊谷コサカジムより移籍）
- 伊丸岡篤（現声優。元アマチュアジュニア＜高校生の部＞ランカー。元プロ六回戦選手）
- サーシャ・バクティン（ロシア出身。2009年1月、沖縄ワールドリングへ移籍）
- 松崎博保（元スーパーフェザー級日本ランカー）
- 亀田大毅（世界タイトル戦での反則行為のためJBCよりライセンス停止処分を受け、その期間中の2008年5月9日付で契約解除、亀田ジムへ移籍）
- 白石豊土（元スーパーフライ級日本ランカー）
- 森下勝巳（2006年西日本ライト級新人王、2009年1月新日本大阪より移籍）
- 加藤壮次郎（元日本ウェルター級王者、2012年1月、ワタナベへ移籍）
- 佐々木基樹（元日本スーパーライト級王者。2007年10月帝拳へ移籍し引退も、2016年現役復帰し翌年引退）
- 山田智也（元ライト級日本ランカー）
- 瀬藤幹人（元日本スーパーバンタム級暫定王者、現：協栄新宿ジム会長）
- 矢吹純（元日本女子ミニフライ級王者）
- 垂水稔朗（元ウェルター級日本ランカー）
- 神田桃子（元東洋太平洋女子アトム級王者、2017年10月勝又より移籍～2019年5月寝屋川石田に移籍）
- 渡部あきのり（ウェルター級日本ランカー、野口→角海老宝石へ移籍）
- 前川龍斗（2013年東日本ライトフライ級新人王、白井・具志堅→K&Wへ移籍）
- 高橋悠斗（ミニマム級日本ランカー、K&Wへ移籍）
- 高野人母美（元東洋太平洋女子スーパーバンタム級王者、モデル、2013年11月山上より移籍、2017年限りで契約解除～2019年緑～2022年勝又に移籍）

## 事件・批判

### 黒い霧事件
1972年4月、西城正三やアベジム所属プロボクサーだった金沢和良のキックボクシング転向を巡り、協栄ジムと日本協会が対立。また、モハメド・アリ（当時はカシアス・クレイ）の初来日興行は協栄ジムに委託されたが、アリのプロモートには黒社会が関わっていたこと（後に来日興行を手掛けた興行師康芳夫がコメントした）もあり、金平会長は協会より除名された。5月に金平会長らの手により別の協会（団体名は同名。以下便宜上「第二協会」）を設立し分裂状態になった。
1976年11月に日本協会と第二協会が再統合され、1980年に金平会長は協会と正式に和解。協会会長に就任した。

### 毒入りオレンジ事件
1981年3月4日発売「週刊文春」が、協栄ジムの金平会長が、渡嘉敷勝男や具志堅用高の防衛戦の相手に薬物を混入したオレンジを食べさせたと暴露記事を掲載し騒動になった。日本のプロボクシング史上最悪の事件と言われる。この事件が原因で、金平会長は1982年にライセンスの無期限剥奪処分を受けボクシング界から追放された。1989年に処分が解除され、プロボクシング界に復帰した。

### 協栄ジム所属選手の試合判定への批判
協栄ジムに所属する選手の試合の判定には、これまでいくつかの批判、抗議が寄せられている。
- 2006年8月2日に行われたWBA世界ライトフライ級王座決定戦の判定を巡って、協栄ジム、TBSをはじめ、ナイキ・ローソンなどの亀田スポンサーに多数の抗議が寄せられた[注釈 4]。
- 扶桑社発行の雑誌『SPA!』は、鬼塚が防衛に成功するごとに“今週の顔”のページにて鬼塚を批判する記事を掲載していた。
- 坂田の日本タイトルマッチの判定を巡って、事件が起きたこともある（大串事件）。

### WBC王者戦での反則行為
2007年10月11日に行われた、亀田大毅の内藤大助とのWBCフライ級王者戦において、協栄ジム側はWBCの規則に反する親族（史郎、興毅）のセコンド入りを強く主張、JBCに認めさせた。試合後には大毅の悪質な反則行為が問題となり、更に試合中に史郎、興毅が反則を指示していたことがTV中継の映像などから明らかとなった。JBCは同15日の倫理委員会にて、亀田親子にライセンス停止などの罰則を科すと共に、金平会長にも監督責任を認め3か月のクラブオーナーライセンスの停止措置を決定した。